# Berliet 944, 1144 und Dauphine
Unter der Bezeichnung Berliet 944 wurden beim Fahrzeughersteller Berliet in Lyon ab Oktober 1932 und als Berliet 1144 bzw. Berliet Dauphine ab 1934 Mittelklasse-Pkw mit Vierzylindermotor bis 1938 bzw. 1939 hergestellt.

## Vorgeschichte
Vor dem Ersten Weltkrieg hatte Berliet vor allem Pkw, meist der gehobenen Mittelklasse wie auch der Oberklasse, hergestellt. Infolge unternehmerischer Fehlentscheidungen blieb der Pkw-Bau in den 1920er Jahren unbedeutend: In der gehobenen Mittelklasse hatte der schlechte Ruf des Berliet VB das Ansehen der Marke geschädigt, die Zahl der in diesem Segment gebauten Fahrzeuge beschränkte sich auf wenige hundert im Jahr, den Markt in diesem Segment teilten sich jn Frankreich vor allem Hotchkiss, Delage und Delahaye. Bei preiswerten Kleinwagen reüssierten Renault und Peugeot. Für die Konzeption eines französischen „Volks-Wagens“ wie des späteren Citroën 2CV oder Renault 4CV war Anfang der 1930er Jahre die Zeit noch nicht reif.
In dieser Situation entschied sich Berliet zur Konzentration auf ein Fahrzeug der Mittelklasse für gehobene Ansprüche: Grundsolide in der Technik, jedoch mit gehobener Ausstattung: Das Auto würde zwar etwas mehr kosten, dafür sollte es im Gegenzug auch mehr bieten, also (wie die Berliet-Pkw der Zeit vor 1914) von höherem Sozialprestige sein.

## Geschichte und Technik

### 1932/3

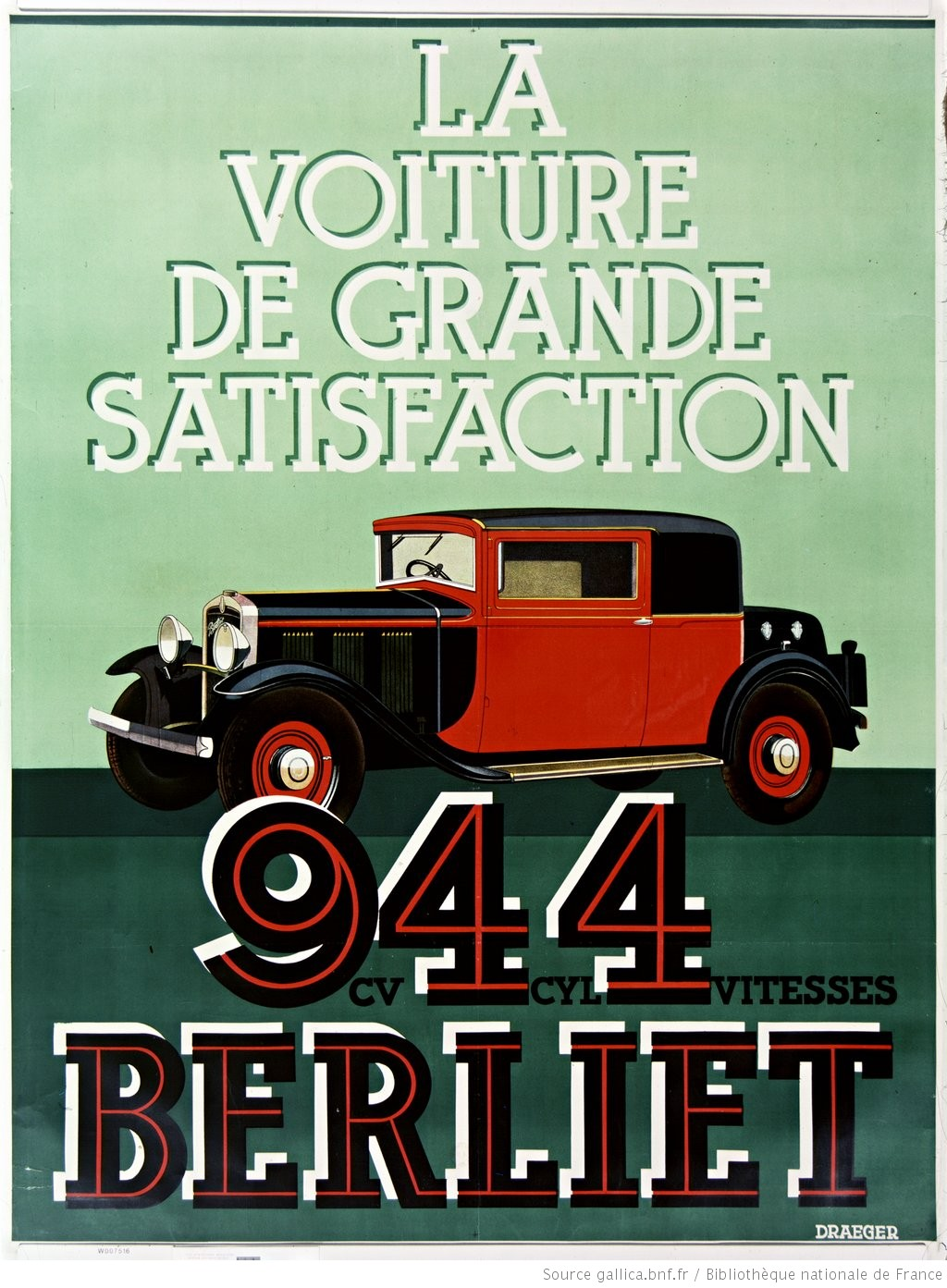
Berliet 944 Bauj. 1933 (Typ VILB)

Das neue Fahrzeug erhielt die Werksbezeichnung Berliet VILB und die Verkaufsbezeichnung Berliet 944: 9 Steuer-CV, 4 Zylinder, 4 Vorwärtsgänge. Das Fahrzeug erhielt den schon aus dem Berliet VILS bekannten wassergekühlten Vierzylindermotor des Typs MLD4 (Seitenventile) mit 68 mm Bohrung und 111,7 mm Hub (Hubraum 1623 cm³), hatte 9 Steuer-CV und 40 effektive PS. Das Fahrgestell wog leer 700 kg. Die allgemeine Betriebserlaubnis wurde am 23. September 1932 und damit kurz vor Beginn des Pariser Autosalons 1932 erteilt. Der Radstand betrug 2,90 m. Die fünfsitzige Limousine kostete 24.950 Franc, der zweisitzige Roadster und das Coupé 23.950, die zweitürige viersitzige Limousine (Coach) 26.500 und das Cabriolet 27.000 Francs. Autos dieses Modelljahres waren an einer senkrecht stehenden Kühlermaske ohne sonderlichen Zierrat und zwei Paaren von je 13 waagerechten Lüftungsschlitzen an jeder Seite der Motorhaube erkennbar.
Es gab von der Limousine eine Dreigang-Ausführung, werksintern Berliet VILC genannt, Gewicht des Chassis 680 kg und ansonsten gleichen Daten. Die Verkaufsbezeichnung war konsequenterweise Berliet 943, das Auto kostete 21.900 Francs.

### 1934
Der Berliet 943 mit Dreigang-Getriebe wurde nicht mehr angeboten.

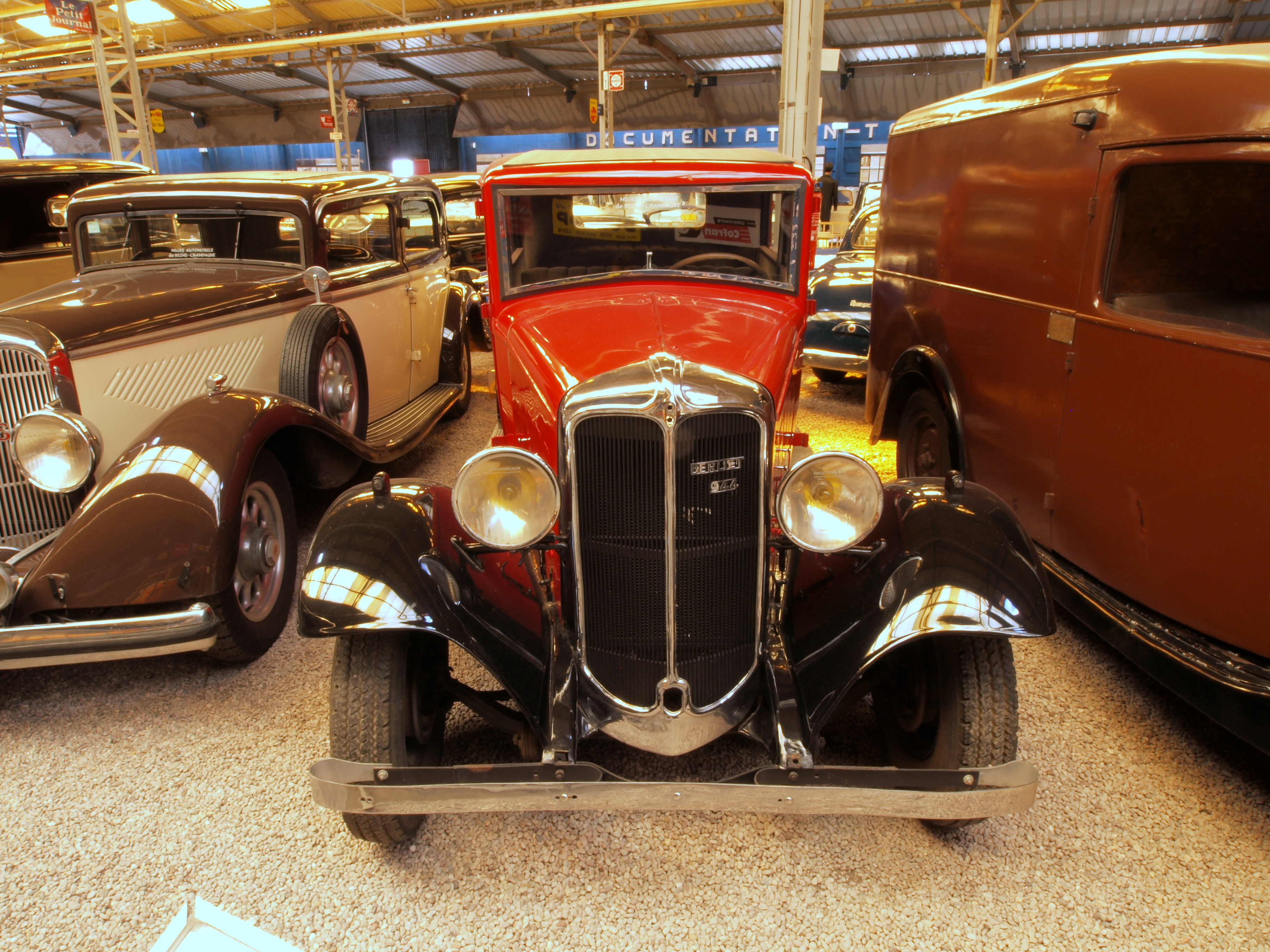
Berliet 944 Bauj. 1934

Berliet 944: Der Typ lief werksintern jetzt unter der Bezeichnung VILDX-9. Die Frontpartie wurde verändert: Der Kühler war jetzt leicht pfeilförmig, erhielt eine breite Chromeinfassung mit einem senkrechten Mittelsteg (ähnlich dem etwa gleichzeitig gebauten BMW 303 oder BMW 309). Auf beiden Seiten der Motorhaube befanden sich jetzt bis zu 6 Lüftungsklappen. Der wassergekühlte Vierzylindermotor des Typs MKH3 mit 68 mm Bohrung und 112 mm Hub (Hubraum 1627 cm³) (Kopfventile) hatte 9 Steuer-CV und 40 effektive PS bei 4000/min. Der Radstand war auf 2,98 m verlängert. Die Vorderräder waren jetzt mit unabhängigen Rädern an einer Querblattfeder aufgehängt. Die Spur maß 1,35 m. Die Höchstgeschwindigkeit wird mit 95 km/h angegeben. Das Fahrzeug war in folgenden Varianten lieferbar:
- bloßes Chassis: 19.500 Francs
- viertürige fünfsitzige Limousine (Berline): 26.400 Francs
- zweitürige viersitzige Limousine (Coach): 28.900 Francs
- viersitziges Cabriolet: 30.500 Francs
- Roadster: 28.900 Francs
- 6/7-Sitzer mit kombiartigem Heck (Familiale): 29.500 Francs
- mit gleicher Karosserie, aber aufklappbarem Heck und vereinfachter Ausstattung (Commerciale) und 500 kg Nutzlast: 23.500 Francs
- mit Zweiliter-Motor des 11CV Dauphine (s. u.) als 1144 bzw. VILDX-11: Aufpreis 1500 Francs
- mit Starrachse vorne (wie 1933), (VILDK-9 bzw. -11): Preisnachlass 1500 Francs.[7]

Berliet 11CV Dauphine:
Der Typ kam ab 1934 neu hinzu und lief werksintern jetzt unter der Bezeichnung VIRS-11. Der wassergekühlte Vierzylindermotor des Typs MKM (Kopfventile) 80 mm Bohrung und 99,6 mm Hub (Hubraum 2003 cm³) (bisweilen auch fälschlich mit 80×100 mm angegeben) hatte 11 Steuer-CV und 50 effektive PS bei 4000/min. Der Radstand betrug 3,06 m. Der Wagen war mit einer Schneckenlenkung ausgestattet. Die Vorderradaufhängung war jetzt mit unabhängigen Rädern an einer Querblattfeder. Die Spur maß 1,35 m. Die Höchstgeschwindigkeit wird mit 110 km/h angegeben. Das Fahrzeug war in folgenden Varianten lieferbar:
- bloßes Chassis: 21.600 Francs
- viertürige fünfsitzige Limousine (Berline): 28.700 Francs
- viertürige fünfsitzige Luxus-Limousine (Berline Grand Luxe): 30.300 Francs
- zweitürige viersitzige Limousine (Coach): 30.900 Francs
- zweitürige viersitzige Luxus-Limousine (Coach Grand Luxe): 32.500 Francs
- viersitziges Cabriolet Grand Luxe: 33.500 Francs
- Roadster: 32.900 Francs
- 6/7sitzer mit kombiartigem Heck (Familiale): 31.200 Francs
- Eine Commerciale-Variante wurde nicht angeboten.
- mit 1,6-Liter-Motor des 9CV als 944 Dauphine (werksintern VIRS-9) wird das Fahrzeug zwar in den Berliet-Werksunterlagen erwähnt[9], scheint jedoch nicht zum Verkauf angeboten worden zu sein.

### 1935
Berliet VILDX-9 und VILDX-11 von 1934 wurden Anfang 1935 vom Berliet VIRL-9 bzw. VIRL-11 in der Produktion abgelöst: Das Auto wurde nach wie vor als „944“ bzw. 1144 angeboten: Gleicher Motor und Technik, jedoch das Lenkrad jetzt erstmalig links statt (wie bislang bei allen Modellen) rechts. Schneckenlenkung jetzt auch beim „kleinen“ Modell. Radstand auf 2,85 m verkürzt. Die Höchstgeschwindigkeit wird mit 100 km/h angegeben.
Äußerlich waren alle Berliet des Baujahres 1935 an der Kühlermaske zu erkennen, die jetzt noch mehr geneigt war und eine V-förmige Chromzier, reichend von unterer Mitte zum oberen linken und rechten Eck der Kühlermaske, aufwies. Die seitlichen 5 senkrechten Lüftungsklappen links und rechts an der Motorhaube waren durch 5 waagerechte ersetzt, die ab Juni 1935 durch drei waagerechte auf jeder Seite abgelöst wurden.
11 CV Dauphine (VIRS): Der Wagen blieb technisch unverändert (Radstand, Rechtslenkung), lediglich die optischen Veränderungen an Motorhaube und Kühlergrill wurden übernommen.

### 1936
Die Modelle behielten teilweise die 1935 neu eingeführte Kühlermaske mit der V-förmigen Verzierung, aber die 5 bzw. 3 seitlichen Kühlklappen wurden durch vier über die ganze Haubenlänge sich hinziehende und mit Chrom verzierte Kühlschlitze ersetzt.
Berliet 944 und 1144: Werksinterne Bezeichnung jetzt Berliet VILF-9 und VILF-11. Die V-förmige Chromverzierung an der Kühlermaske entfiel. Radstand auf 2,98 m und Spur auf 1,36 m vergrößert. Beide Typen waren nur noch als 6/7-sitzige „Familiale“ (25.000 Franc) oder als Kombi („Commerciale“, Nutzlast 750 kg, 24.500 Franc) lieferbar, die übrigen Varianten entfielen. Lenkrad rechts.
Berliet 9CV Dauphine und 11CV Dauphine: Werksbezeichnung VIRL-9 und VIRL-11: Linkslenkung, Radstand 2,85 und Spur 1,35 m. Höchstgeschwindigkeit 100 (9CV) bzw. 110 km/h (11CV). Ansonsten technische Daten unverändert.
Preise:
4türige Limousune (Berline) Luxe: 9CV: 20.500 Francs, 11CV: 22950 Francs
Berline Grand Luxe: 9CV: 21.900 Francs, 11CV: 24.350 Francs
Cabriolet: 9CV: 24.900 Francs, 11CV: 27.350 Francs.

### 1937
Optisch unterschieden sich die Berliet-Modelle des Jahres 1937 durch einen fünften waagerechten Kühlschlitz (statt bisher vier) links und rechts an der Motorhaube,

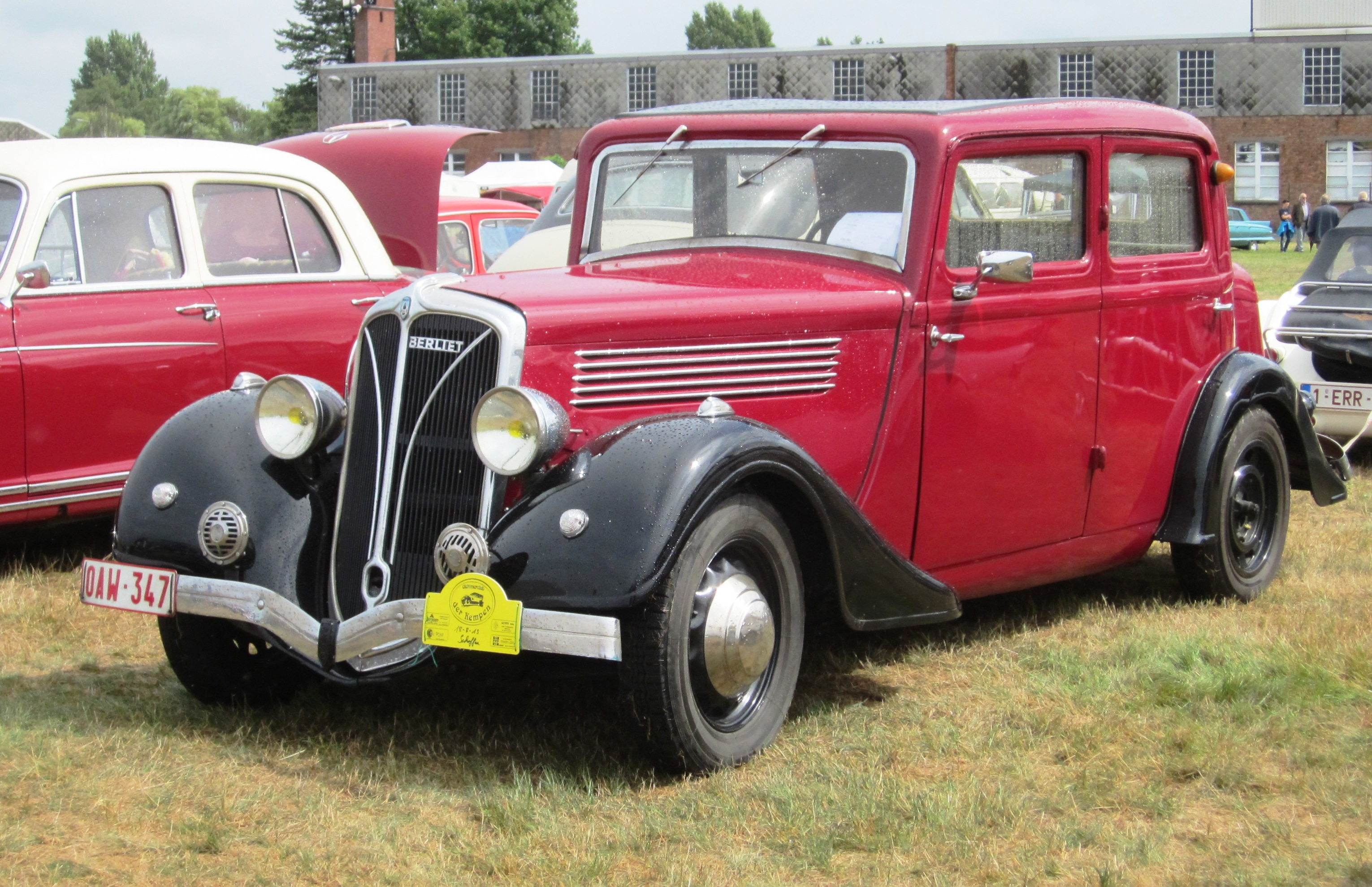
Berliet Dauphine (VIRP) Mod. 1937

Die Bezeichnungen Berliet Nouvelle 9CV und 11CV (VIRF-9 und VIRF-11) ersetzten die bisherigen Typenbezeichnungen 944 und 1144 (obwohl an ihnen kaum etwas „neu“ war):
Die Fahrzeuge erhielten serienmäßig die unabhängig aufgehängten Vorderräder mit Querblattfeder und Links- statt Rechtslenkung. Radstand auf 3,11 m verlängert.
Auch dieses Jahr waren sie nur noch in den Varianten Familiale und Commerciale lieferbar, Preis Familiale 9CV: 26.500 Franc, Commerciale 9CV : 24.900 Franc, Aufpreis für 11CV-Motor: 2000 Franc.
Berliet 9CV Dauphine und 11CV Dauphine (Werksbezeichnung VIRP-9 und VIRP-11):
Radstand des 9CV auf 2,98 m vergrößert, beim 11CV auf 3,08 m. Hierdurch wurden die Autos geräumiger, die Vorgängermodelle 1936 waren als zu knapp bemessen bemängelt worden. Im übrigen technische Daten wie 1936.
Preise:
9CV: Luxus-Limousine 4türig: 21.500 Francs, Cabriolet 27.900 Francs
11CV: Luxus-Limousine 4türig: 24.900 Francs, Limousine Grand Luxe: 25900 Francs, Cabriolet 31.300 Francs.
14CV: Gegen Aufpreis von 2000 Franc gab es den 11CV Dauphine auch mit dem Motor des Typs MKR2: wassergekühlter Vierzylinder, Bohrung × Hub 80×119,7 mm, 2407 cm³, 14 Steuer-CV, 50 effektive PS bei 3000/min, interne Typenbezeichnung; VIRP-14

#### Nutzfahrzeuge
VIRF-9, VIRF-11 und VIRF-14 wurden auch als Lieferwagen mit einer Nutzlast von 0,8 Tonnen angeboten

### 1938/9
Das PKW-Programm blieb im Prinzip gleich, wurde aber weiter verringert:
Pkw mit 9CV-Motor (VIRF-9 und VIRP-9) wurden nicht mehr angeboten, ebenso nicht Modelle mit 2,4-Liter-14CV-Motor. Die Wagen waren nur noch in den Farben grau, schwarz, blau und grün lieferbar. Einzige Änderung gegenüber den Vorjahrsmodellen waren die Scheinwerfergläser, die jetzt konvex waren.
Soweit die Typen des Jahres 1937 weiterproduziert wurden, änderten sich ihr Aussehen, ihre technischen Daten und ihre Typenbezeichnung nicht. Der „Super Dauphine“ VIRP-11 wurde zuletzt noch mit durchschnittlich etwa 30 Stück im Monat produziert, zum Pariser Autosalon wurde er mit neuen Felgen mit 10 Aussparungen im äußeren Felgenkranz vorgestellt.

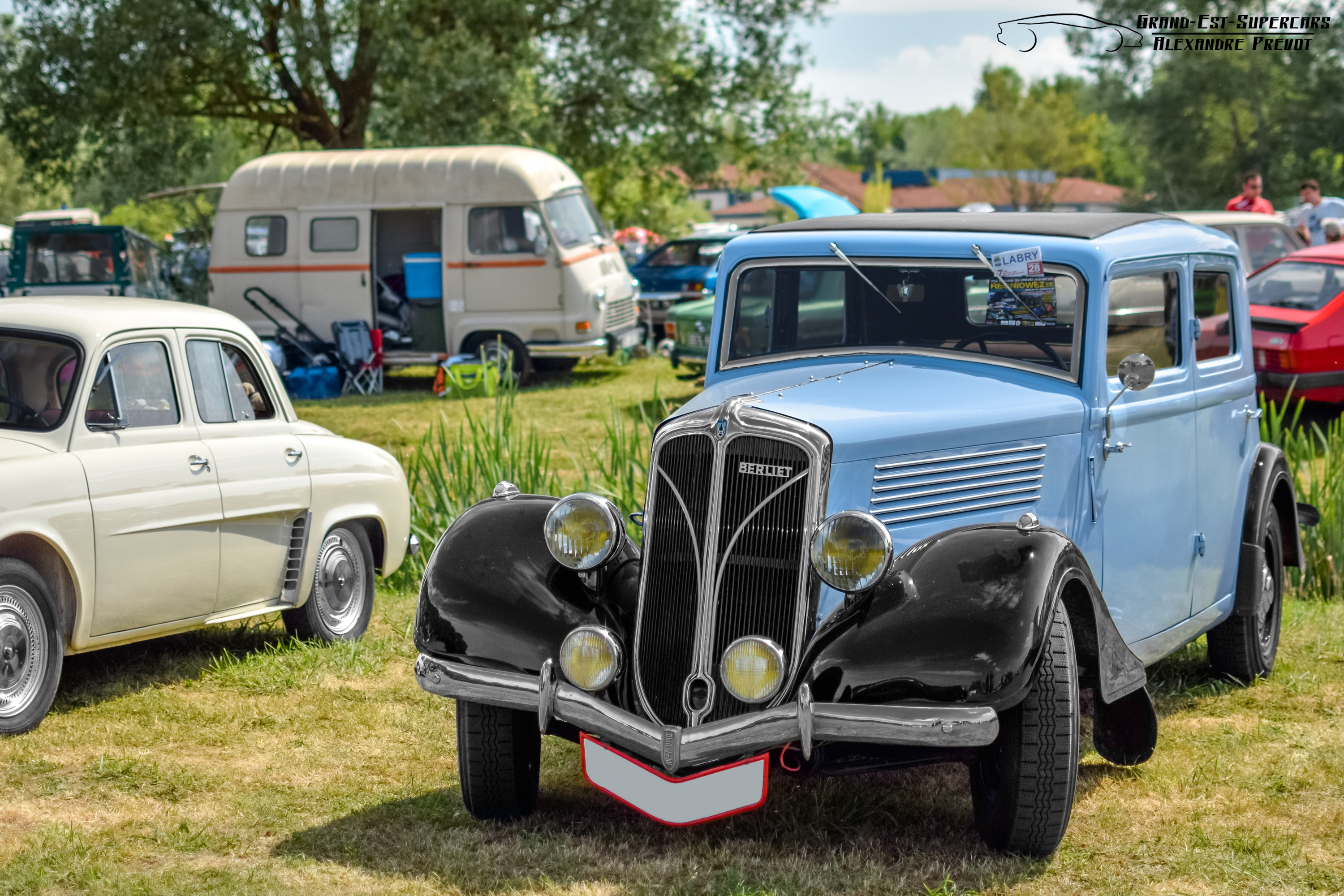
Berliet Dauphine Bauj. 1939

Die Produktion der bisherigen Typen Super-Dauphine (VIRP-11) und Commerciale (VIRF-11) wurde zum Jahresbeginn 1939 eingestellt, die letzten „Super-Dauphine“ scheinen noch mit 6 (statt bisher 5) seitlichen chromverzierten Kühlrippen ausgeliefert worden zu sein.
Stattdessen erschien als Nachfolger des Super Dauphine als einziges neues Pkw-Modell der Berliet Dauphine 39, werksintern „Berliet VIRP-2“ genannt.

### Zusammenfassung
Zusammenfassend soll nochmals die Typenabfolge dargestellt werden:
| Typ           | 1933 | 1934            | 1935   | 1936         | 1937        | 1938        |
| ------------- | ---- | --------------- | ------ | ------------ | ----------- | ----------- |
| 943           | VILC | -               | -      | -            | -           | -           |
| 944           | VILB | VILDX9 VILDK9   | VIRL9  | VILF9 Comm.  | VIRF9 Comm. | -           |
| 1144          | -    | VILDX11 VILDK11 | VIRL11 | VILF11 Comm. | VIRF11 Comm | VIRF11 Comm |
| 9CV Dauphine  | -    | -               | -      | VIRL9        | VIRP9       | -           |
| 11CV Dauphine | -    | VIRS11          | VIRS11 | VIRL11       | VIRP11      | VIRP11      |
| 14CV Dauphine | -    | -               | -      | -            | VIRP14      | -           |

Insgesamt wurden von allen Varianten des Berliet Dauphine von 1934 bis 1938 6850 Stück hergestellt.davon 978 mit dem 9CV-1,6-Liter-Motor. Hinzu kommen die Typen 943, 944 und 1144, von denen Stückzahlen nicht vorliegen. Angesichts der Tatsache, dass die Gesamt-Pkw-Produktion bei Berliet in den 1930er Jahren auf bis zu 3000 Stück jährlich geschätzt wird, kann man auch bei diesen Modellen zumindest in den ersten Produktionsjahren von mindestens 1000 Stück/Jahr ausgehen.
Die Produktionsziffern waren damit zwar erheblich höher als das, was Berliet in dn 1920er Jahren an Pkw gebaut hatte, reichte aber bei weitem nicht an das heran, was Peugeot, Renault oder Citroën jährlich vom Band lief. Vielmehr deutet der Produktionsverlauf darauf hin, dass das Käuferpublikum Berliet in erster Linie als Nutzfahrzeughersteller wahrnahm: Ab 1936 wurden die Typen 944 und 1144 nur noch in den Varianten Commerciale und Familiale, nicht mehr als Limousine, Coupé oder Cabriolet angeboten. Käufer waren wohl weniger das intendierte gehobene Bürgertum als vielmehr Händler und Handwerker, die ein auch als Nutzfahrzeug einsetzbares robustes Gebrauchsfahrzeug suchten, mit dem man Waren und Werkzeug des täglichen Bedarfs transportieren konnte.
Selbst wenn der Zweite Weltkrieg und anschließend der Pons-Plan (der Berliet den ausschließlichen Bau schwerer Nutzfahrzeuge zuwies) nicht gekommen wären, hätte vermutlich in jedem Fall Berliet den Pkw-Bau irgendwann in den 1940er Jahren als unrentierlich aufgegeben.

### Originalquellen
Eine Publikation, in der alle vor 1945 gebauten Berliet-Typen individuell abgehandelt wären, gibt es nicht. Neben der unten erwähnten Literatur wurde auf die folgende in der Fondation Berliet verwahrte Originalunterlagen zurückgegriffen:
- „Fiches des Mines“: Es sind die Werksunterlagen zur Erteilung einer allgemeinen Betriebserlaubnis, hierfür ist in Frankreich der „Inspecteur des mines“ sachlich zuständig. Diese Unterlagen sind im Berliet-Archiv chronologisch geordnet und nummeriert. Nicht zu jedem Typ bzw. Variante gibt es entsprechende Unterlagen, teils, weil sie wohl als Untervarianten eines anderen Typs verstanden wurden, für den eine gesonderte Erlaubnis nicht erforderlich war, teils wohl, weil diese Unterlagen im Laufe der letzten 100 Jahre verlorengegangen sind. Bei Militärtypen gibt es Hinweise, dass eine Betriebserlaubnis direkt durch militärische Dienststellen erfolgte, was entsprechende „fiches des mines“ überflüssig machte. Die Quellenbezeichnung lautet: „Fiches No....“
- „Etat des véhicules utilitaires et autobus declares aux mines depuis 1920“, eine 15-seitige Zusammenstellung vom 1. Dezember 1941, enthält insbesondere die reservierten Chassisnummernbänder, die jedoch vielfach nicht vollständig ausgeschöpft wurden, einige Typen bzw. Varianten werden nicht erwähnt, Quellenbezeichnung lautet: „Etat S...“
- „Nombre de véhicules construits de 1930 à 1942“, siebenseitige Zusammenstellung der zwischen 1930 und 1942 gebauten Stückzahlen an Nutzfahrzeugen, erstellt wohl 1943, erste Seite teilweise irreparabel verderbt, teilweise werden mehrere Typen bzw. Varianten zusammengefasst, Quellenbezeichnung lautet: „Nombre S...“

### Sonstige Quellen
- René Bellu, Toutes les voitures Françaises 1932, in Automobilia Hors-Serie No. 80, Paris 2006, zit. als „Bellu 1932“
- René Bellu, Toutes les voitures Françaises 1933, in Automobilia Hors-Serie No. 96, Paris 2009, zit. als „Bellu 1933“
- René Bellu, Toutes les voitures Françaises 1934, Automobilia Hors-Serie No. 22, Paris 2002, zit. als „Bellu 1934“
- René Bellu, Toutes les voitures Françaises 1935, Paris 1984, ISBN 2-86665-002-6 zit. als „Bellu 1935“
- René Bellu, Toutes les voitures Françaises 1936, Automobilia Hors-Serie No. 1, Paris 1996, zit. als „Bellu 1936“
- René Bellu, Toutes les voitures Françaises 1937, Automobilia Hors-Serie No. 3, Paris 1997, zit. als „Bellu 1937“
- René Bellu, Toutes les voitures Françaises 1938, Automobilia Hors-Serie No. 6, Paris 1998, zit. als „Bellu 1938“
- René Bellu, Toutes les voitures Françaises 1939, Lausanne 1982, ISBN 2-88001-145-0, zit. als „Bellu 1939“
- René Bellu, Toutes les voitures Françaises 1940–46, Automobilia Hors-Serie No. 26, Paris 2003, zit. als „Bellu 1940-46“
- Monique Chapelle: Berliet. 1. Auflage. EMCE, Saint-Chamond 2016, ISBN 978-2-35740-049-8.
- Nick Georgano (Hrsg): The Beaulieu Encyclopedia of the Automobile Vol. 1 A-L. The Stationery Office, London 2000, ISBN 0-11-702319-1.